# Tombstone (film)
Tombstone er en amerikansk westernfilm fra 1993, instrueret af George P. Cosmatos og med Kurt Russell og Val Kilmer i hovedrollerne. Filmen er frit baseret på de historiske begivenheder som fandt sted fra 1881-1882.

## Handling
Wyatt Earp (Kurt Russell) kommer til byen Tombstone, efter en årrække som sherif, for at trække sig tilbage. Han vil sammen med sine brødre Virgil (Sam Elliott) og Morgan Earp (Bill Paxton) tjene penge på kasinoer. Men byen og hele området hærges og en flok lovløse, ved navnet "Cowboys". Virgil og Morgan kan ikke længere se igennem fingre med det og beslutter sig at blive sheriffer i byen, stik modsat det Wyatt ønskede. Det varer heller ikke længe før de får problemer. Da de vil desarmere nogle "Cowboys" udveksler det sig til en skudduel (Skudduellen ved O.K. Corral), hvor fem cowboys bliver dræbt. Herefter ændres det hele. Under en nat bliver Morgan dræbt med at skud i ryggen og Virgil bliver alvorgligt såret i armen. Dette får Wyatt til at blive sherif, hvor hans eneste mål er at få ramt på de resterende cowboys. Sammen med sin gode ven Doc Holliday (Val Kilmer) og tre følgesvende vil de lade retfærdighed ske fyldest.

## Medvirkende
- Kurt Russell ...     Wyatt Earp
- Val Kilmer ...     Doc Holliday
- Sam Elliott ...             Virgil Earp
- Bill Paxton  ...  Morgan Earp
- Powers Boothe ...        Curly Bill Brocius
- Michael Biehn ...    Johnny Ringo
- Charlton Heston ...       Henry Hooker
- Jason Priestley ...     Billy Breckinridge
- Dana Delany ... Josephine Marcus
- Stephen Lang ...        Ike Clanton
- Jon Tenney ...    John Behan
- Thomas Haden Church ...       Billy Clanton
- Michael Rooker ...     Sherman McMasters
- Billy Bob Thornton ... Johnny Tyler
- Billy Zane ... Mr. Fabian
- Robert Mitchum ...        Fortæller (stemme)